# Army of Lovers
 Der er for få eller ingen kildehenvisninger i denne artikel, hvilket er et problem. Du kan hjælpe ved at angive troværdige kilder til de påstande, som fremføres i artiklen.

Army of Lovers (AOL) er en dancegruppe fra Sverige, der blev dannet i 1987 og havde sin storhedstid i starten af 1990'erne. De var kendte for deres kontroversielle optræden, deres musikvideoer (af hvilke nogle blev bandlyst af MTV) samt deres kostumer.
Gruppen bestod oprindeligt af Alexander Bard (sang, computer, tekster m.m.), der var hjernen bag projektet, Jean-Pierre Barda (sang, trommer, make-up, glamour) og La Camilla (tekster, bas).

## Historie
AOL mødte hinanden i Stockholm i midten af 1980'erne. Dengang optrådte og turnerede Bard som drag queen'en Barbie. Barbie havde udgivet 2 LP'er i Sverige, som dog ikke hittede. Til en modefest, hvor de alle var med (Bard lavede musik, Barda make'up og Camilla var model), mødtes de. Der gik ikke længe før Barda og La Camilla blev en del af Bard's show, som skiftede navn til Barbie & Friends. De blev dog hurtigt enige om, at konceptet ikke holdt og dannede en ny gruppe – Army of Lovers.
AOL udgav sin første single When the Night is Cold i 1986. Den blev fuldstændig overset og dermed glemt i mange år. I 1990 kom debutalbummet Disco Extravaganza. Albummet inkluderede nogle lokale hits, men som sådan var albummet et flop. Singlen My Army of Lovers er en omskrivelse af Barbies hit Barbie Goes Around The World. Videoen til AOL's version vandt en svensk grammy i '90 for "bedste musikvideo". I 1991 blev pladen udgivet i USA med nye remixes og alternative versioner af diverse numre under titlen Army of Lovers. 1991 var også året for AOL's store gennembrud: 2. album 'Massive Luxury Overdose' blev udgivet (kun i Europa og Asien) og storhittede verden over. Pladen indeholdt de to verdenshits Crucified og Obsession. Begge massive club classics fra den sommer.[kilde mangler] De efterfølgende singler floppede.
Herefter kom Massive Luxury Overdose US Edition, hvorpå fire nye sange blev udgivet og tre gamle fjernet. Singlen, Judgment Day, floppede, hvilket delvis skyldtes, at videoen blev bandlyst på MTV. La Camilla blev derefter erstattet af Michaela Dornonville de la Cour og i 1993 udgav AOL deres tredje album, The Gods of Earth and Heaven. Gruppen fik endnu et nyt medlem, Dominika Peczynski (sang, bas), som eftersigende var tidligere stripteasedanser og telefonsexoperatør.[kilde mangler] Pladen fik to hit-singler, Israelism og La Plage de St. Tropez. Sidste single I Am floppede. Videoen til Israelism blev ligeledes bandlyst på MTV. Albummet er almindeligt accepterer blandt fans, som AOL's bedste udgivelse.
AOL's sidste studiealbum blev udgivet i 1994. Glory Glamour and Gold solgte dog ikke så meget. Første single Lit de Parade blev et mindre clubhit i '94, men efterfølgende singler faldt helt igennem. I 1995 kom den bittersøde meddelelse; De la Cour var ude. Dette fik La Camilla tilbage til gruppen og AOL udgav deres Les Greatest Hits, som inkluderer 3 nye numre, et remix af Life is Fantastic og et solonummer af La Camilla. Singlen Give my Life hitter stort i Sverige og mindre i resten af Europa. Master Series udgives af Sony i hele Verden. Første CD der inkluderer AOL's første single When The Night is Cold. I 1996 kom også Les Greatest Hits, uden Life is Fantastic men inklusiv King Midas. Dette skulle blive sidste nummer, gruppen indspillede i den omgang. Sidst i 1996 gik de hver til sit. Army of Lovers kom dog tilbage i 2001 med et nyt kompilationsalbum, Le Grand Docu Soap, som igen har tre nye numre. Dog er alle tre covernumre; Let the Sunshine In, Hands Up og Everybody's Gotta Learn Sometime. Let The Sunshine In hittede i Europa og Asien.
I 2013 deltog Army of Lovers i det Svenske melodi grand prix med sangen "Rockin the ride". Det var de originale medlemmer "Bard, Barda og Henemark" som deltog. De udgav også en opsamlings CD med nye covernumre + deres grandprix sang "Rockin the ride". La Camilla blev kort tid efter deres optræden i grandprixet, igen smidt ud af bandet, og Dominika afløste hende. Army of lovers har siden optrådt sammen rundt omkring i Europa i 2014, 2015, og Alexander Bard har udtalt, at gruppen er blevet aktiv igen på grund af Ruslands nye lovgivning omkring homoseksuelle.    